# Lapedona
Lapedona (en dialecte : La Pëdona) est une commune italienne d'environ 1 200 habitants, située dans la province de Fermo, dans la région Marches, en Italie centrale.

## Administration
| Période                                  | Période | Identité | Étiquette | Qualité |
| ---------------------------------------- | ------- | -------- | --------- | ------- |
|                                          |         |          |           |         |
| Les données manquantes sont à compléter. |         |          |           |         |

### Communes limitrophes
Altidona, Campofilone, Fermo, Montefiore dell'Aso, Monterubbiano, Moresco

## Personnalités nées à Lapedona
- Temistocle Calzecchi-Onesti (1853-1922), physicien
- Savino Marè (1964), acteur et auteur